# Aspidites
Aspidites es un género de serpientes de la familia Pythonidae. Sus especies se distribuyen por Australia continental.

## Especies
Se reconocen las 2 especies siguientes:
- Aspidites melanocephalus (Krefft, 1864)
- Aspidites ramsayi (Macleay, 1882)